# Tiếng Okinawa
Tiếng Okinawa (沖縄語 (沖繩語) (Xung Thằng Ngữ)/ おきなわご/ オキナワゴ Okinawago) hay tiếng Okinawa trung bộ(沖縄口, ウチナーグチ, Uchināguchi, [ʔut͡ɕinaːɡut͡ɕi]) là một ngôn ngữ Lưu Cầu được nói chủ yếu ở nửa nam đảo Okinawa, cũng như những đảo xung quanh bao gồm Kerama, Kumejima, Tonaki, Aguni, và một vài đảo nhỏ. Tiếng Okinawa trung bộ khác biệt với ngôn ngữ tại bắc Okinawa, được gọi là tiếng Kunigami. Cả hai đều được UNESCO phân loại là ngôn ngữ bị đe dọa trong Atlas of the World's Languages in Danger.
Dù chính tiếng Okinawa cũng bao gồm một số phương ngữ, dạng nói ở Shuri-Naha thường được xem là dạng chuẩn, do nó từng được sử dụng một cách chính thức vào thời vương quốc Lưu Cầu từ đời vua Shō Shin (1477–1526). Hơn nữa, do cố đô Shuri được xây xung quanh hoàng cung, nó trở thành dạng chuẩn văn học, mà từ đó thơ ca Ryukyu có cơ sở để phát triển rực rỡ.
Sau khi Okinawa trở thành một phần của Nhật Bản, tiếng Okinawa không còn được xem là một ngôn ngữ riêng, mà thường được gọi là phương ngôn Okinawa (沖縄方言 (Xung Thằng phương ngôn) Okinawa hōgen) hay nhóm phương ngôn Trung-Nam Okinawa (沖縄中南部諸方言 (Xung Thằng trung-nam bộ chư phương ngôn) Okinawa Chūnanbu Sho hōgen). Người nói tiếng Okinawa đang trong một quá trình chuyển sang nói tiếng Nhật, do tiếng Okinawa đang ngày càng ít được sử dụng. Người Okinawa dần đồng hoá vào người Nhật và chấp nhận tiếng Nhật chuẩn do sự tương đồng giữa hai ngôn ngữ, hệ thống giáo dục và truyền thông tiếng Nhật, cũng như sự thông thương và giao tiếp xã hội với người Nhật tại những đảo chính. Tiếng Okinawa vẫn là ngôn ngữ nói của nhiều người lớn tuổi. Nó vẫn đang được lưu giữ trong những ca khúc truyền thống, và trong một loại hình sân khấu địa phương tên là uchinaa shibai, khắc họa phong tục tập quán Okinawa.